# روبرت وينشستر
روبرت وينشستر سياسي أمريكي من ولاية إلينوي، عضو في الحزب الجمهوري وقد تولى هذا المنصب في مجلس النواب في إلينوي من عام 1975 حتى عام 1985.

## حياته
ولد وينشستر في 21 أبريل 1945 في بادوكا في ولاية كنتاكي، نشأ في مقاطعتي جونسون وبولاسكي في ولاية إلينوي. عندما كان عمره 11 عامًا، توفي والده وقد صنف وفاته على إنه انتحار، على الرغم من أن الأبحاث اللاحقة شككت في ذلك. تخرج من جامعة جنوب إلينوي كاربونديل ثم تولى وظائف في إدارة إلينوي للإصلاحيات وإدارة المشتريات في إلينوي.